# Afghanischer Reisepass
Der Afghanische Reisepass

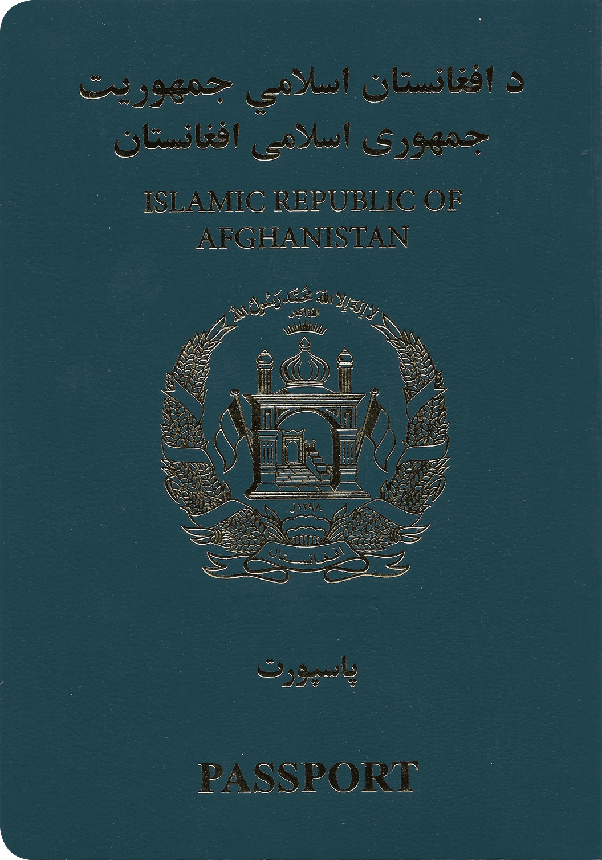
Afghanischer Reisepass

(Dari: پاسپورت جمهوری اسلامی افغانستان; paschtunisch دافغانستان اسلامی جمهوریت پاسپورت, beides zu deutsch „Reisepass der Islamischen Republik Afghanistan“) kann auf Antrag jedem afghanischen Staatsangehörigen ausgestellt werden, der eine afghanische Tazkira (Identitätskarte/Personalausweis) besitzt.

## Geschichte
Ein erster afghanischer Pass wurde 1880 von Emir Abdur Rahman Khan eingeführt. Im September 2011 begann das afghanische Außenministerium mit der Ausstellung von zwei Arten biometrischer Pässe (E-Pässe) für afghanische Diplomaten und Beamte. Diese wurden im Vereinigten Königreich hergestellt. Die Standard-E-Pässe wurden ab März 2013 für die breite Öffentlichkeit ausgestellt. Laut dem Sprecher des Außenministeriums, Janan Musazai, „gibt es auf der Fotoseite 16 Sicherheitscodes.“ Die Ausstellung nationaler computergestützter E-ID-Karten (e-Tazkiras) wurde ebenfalls erörtert. Die Passausstellung kostete im Jahr 2019 10.000 Afghani (circa £ 99). Zuvor waren Pässe von Hand geschrieben worden. Mittlerweile sind diese Pässe nicht mehr gültig. Der Pass muss alle 5–10 Jahre erneuert werden. Bis 2016 wurden fast eine Million der neuen computergestützten afghanischen Pässe ausgestellt.
Afghanistan hat derzeit nur ein Passbüro, das sich in Kabul befindet. Gewöhnliche Pässe (andere als diplomatische oder Servicestandsports) können auch von afghanischen Botschaften und Konsulaten im Ausland ausgestellt werden.
Nach der Machtübernahme der Taliban im August 2021 anfangs ausgesetzt, aber vor Jahresende wieder aufgenommen. Obwohl angekündigt wurde das Design bisher nicht angepasst, um die Akzeptanz in anderen Ländern zu erhalten.

## Visabestimmungen für Inhaber afghanischer Reisedokumente

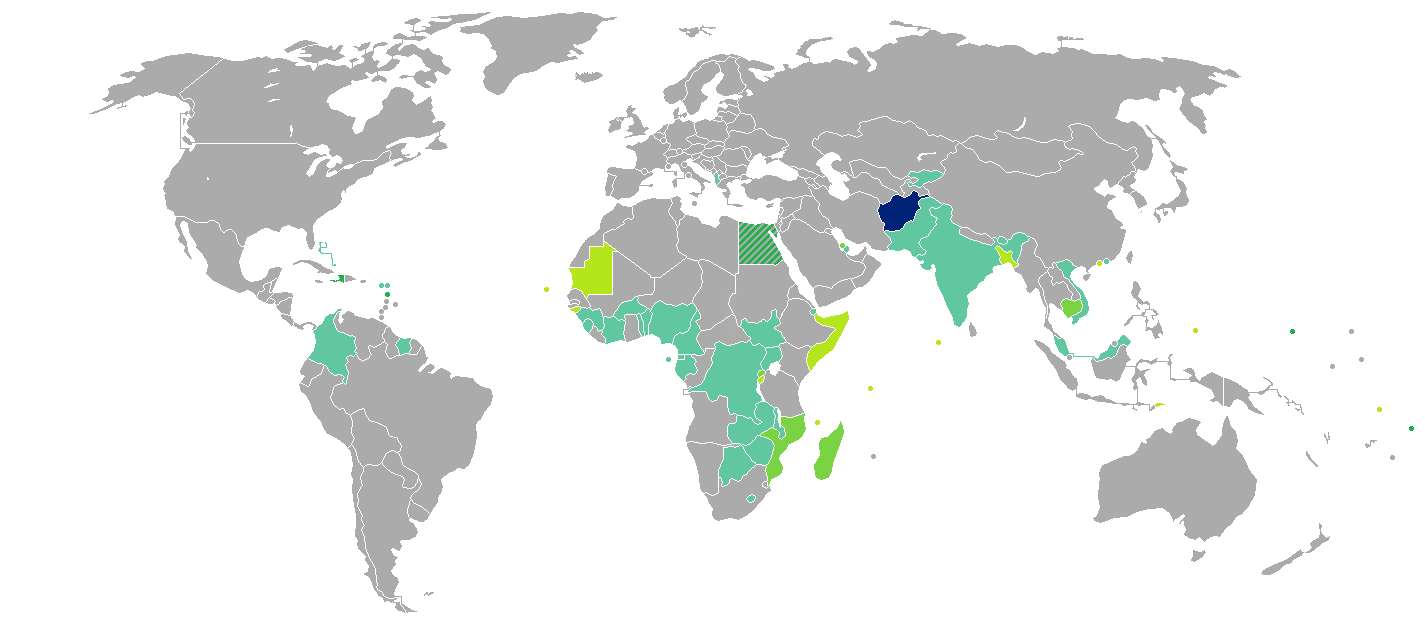
Visabestimmungen für afghanische Staatsbürger für Inhaber von regulären afghanischen Pässen Afghanistan
Afghanistan
Visumfreier Zugang
Visum bei Ankunft ausgestellt
Elektronische Autorisierung oder Online-Zahlung erforderlich / eVisa
Sowohl Visum bei Ankunft als auch eVisa verfügbar
Visum erforderlich

Seit November 2020 können afghanische Staatsbürger ohne Visum oder mit Visum bei der Ankunft in 28 Länder und Territorien einreisen. Laut Henley Passport Index belegt das Land damit den 106. und schlechtesten Platz aller gelisteten Staaten. Laut dem Passport Index von Arton Capital belegt es Platz 66 von 67.